# 残留オーステナイト
残留オーステナイト（ざんりゅうオーステナイト、retained austenite）は、鋼を焼入れする際に、完全にマルテンサイトにはならず、一部未変態のオーステナイトとして残ったもの。
鋼を焼入れをすると、冷却の特定の段階で組織がオーステナイトからマルテンサイトに変態する。変態の開始と終了温度は鋼の組成によって決まる。炭素の少ない鋼は、常温以上で変態が終わるため、焼入れをして常温まで冷却した時点で変態はほぼ完了している。しかし炭素が増えるにつれ変態の開始・終了温度は低下していき、特に炭素を約0.6%以上含む鋼では変態が終了する温度が常温以下になってしまう。このような場合は常温まで冷却しただけでは変態が終わらず、オーステナイトが残留することになる。
残留オーステナイトは熱力学的的に不安定な組織であるため、長い時間をかけて他の組織に変化するが、このときに寸法変化などの問題が生じることがある。また、実用的には硬さが低下するなど不都合なこともあるが、一方で優れた靭性を付与するメリットもあることから、冷間加工用途の工具鋼には積極的に使われてきた歴史がある。残留オーステナイトを減少させたい場合は、高温焼戻しを適用したり、室温以下の温度に冷却して残留オーステナイトをマルテンサイト化させるといった処理（深冷処理またはサブゼロ処理）を施すことがある。